# Nanoščica - porečje
Das europäische Vogelschutzgebiet Nanoščica - porečje (deutsch: Nanoščica-Becken) liegt auf dem Gebiet der Gemeinde Postojna im Südwesten Sloweniens. Das etwa 19,3 km² große Vogelschutzgebiet umfasst das Becken des Flusses Nanoščica, das sich im Pivka-Tal bei Postojna am Rand einer großen Senke befindet, die von hohen Bergen aus Kalkgestein umgeben ist. Es gibt im Gebiet starke Karstquellen und das Gebiet wird regelmäßig überschwemmt. Aufgrund der feuchten Böden im Becken ist eine Bewirtschaftung nur an der trockensten Grenze des Standortes möglich. Der Talgrund wird von Feuchtwiesen dominiert. An den Rändern und in Hanglagen kommt auch mesophiles Grünland vor. Der Fluss hat zahlreiche Mäander mit gut erhaltenen Flussbetten, Feuchtwiesen und kleinen Schilf- und Seggenflächen. Weniger als 15 % der Fläche sind von Mischwald und Eichenwäldern bedeckt. Grünland und Ackerland bedecken zusammen die Hälfte des Geländes.

## Schutzzweck
Folgende Vogelarten sind für das Gebiet gemeldet; Arten, die im Anhang I der Vogelschutzrichtlinie geführt sind, sind mit * gekennzeichnet:
| Bild            | Anhang I | EU Code | Art             | wissenschaftlicher Name |
| --------------- | -------- | ------- | --------------- | ----------------------- |
| Teichrohrsänger |          | A297    | Teichrohrsänger | Acrocephalus scirpaceus |
| Wachtelkönig    | *        | A122    | Wachtelkönig    | Crex crex               |
| Neuntöter       | *        | A338    | Neuntöter       | Lanius collurio         |